# Otto Skorzeny
Otto Johann Anton Skorzeny (Viena, 12 de junio de 1908-Madrid, 5 de julio de 1975) fue un ingeniero civil y coronel austríaco de las Waffen-SS, que estuvo al mando de la unidad Friedentahler, especialista en operaciones especiales durante la Segunda Guerra Mundial y la postguerra.
Experto en acciones de espionaje y sabotaje, fue apodado por los estadounidenses como «Caracortada» debido a las grandes cicatrices que surcaban sus mejillas. Se hizo famoso al rescatar al dictador italiano Benito Mussolini, así como por llevar a cabo la Operación Greif («Grifo», en español), que le valió el título de «el hombre más peligroso de Europa» por los Aliados. Se cree que fue uno de los principales organizadores de ODESSA en España.

## Biografía
Skorzeny nació en Viena, durante el imperio austrohúngaro, en el seno de una familia de clase media de origen vienés por parte de madre, y de Eger (Hungría) por parte de padre, siendo el más joven de tres hermanos. Su apellido es de origen polaco y los antepasados lejanos de Skorzeny procedían de un pueblo llamado Skorzęcin en la región de la Gran Polonia. Su familia tenía una larga historia de servicio militar y era muy nacionalista, valores que moldearían su personalidad. Al finalizar la Primera Guerra Mundial, su familia, al igual que la de todos los austriacos, sufrió las consecuencias del Tratado de Versalles y sobrevivió gracias a la ayuda de la Cruz Roja.
Además de su alemán nativo, hablaba un francés excelente, el español y dominaba el inglés. En su adolescencia, Skorzeny una vez se quejó con su padre sobre el estilo de vida austero que soportaba la familia; su padre respondió: «No hay nada de malo en prescindir de las cosas. Incluso podría ser bueno para ti no acostumbrarte a una vida suave».
Fue un destacado esgrimista como miembro de una Burschenschaft alemana mientras era estudiante universitario en Viena. Participó en quince combates personales. El décimo resultó en una herida que dejó una dramática cicatriz de duelo —conocida en la esgrima académica como Schmiss (en alemán, 'herir' o 'golpear')— en su mejilla.
A los 18 años se inscribió en la Universidad de Viena para estudiar ingeniería siguiendo así los pasos de su padre y hermano. Allí se unió a una de las muchas Schlagende Verbindungen o sociedades de Mensur que existían en Austria y Alemania. Libró trece duelos en total, y en el décimo, en 1928, recibió la Schmiss o cicatriz de honor que llevó con orgullo toda su vida.
En 1934, Skorzeny se casó con Margareta Gretl Schreiber y se divorciaron en 1937 sin descendencia. En 1939 se casó con Emmi Linhart, y en 1940 tuvieron una hija, Waltraut.  Se divorciaron en 1953 tras conocer a Ilse Lüthje, con quien se casó en 1954 en Madrid y vivieron juntos hasta la muerte de Skorzeny.

### Inicios en las Waffen-SS
Skorzeny simpatizó abiertamente con el Partido Nacionalsocialista, en cuya rama austríaca ingresó en 1931. Su número de ficha del partido fue 1.083.671. Pronto se convirtió en miembro de las SA y, siendo una carismática figura, jugó un papel menor durante el Anschluss el 12 de marzo de 1938, cuando intervino a petición de un amigo suyo, Bruno Weiss, miembro del nuevo gobierno nacionalsocialista, para proteger al depuesto presidente Wilhelm Miklas en un encuentro entre la policía y su guardia personal.
En 1939, Skorzeny trabajaba como ingeniero cuando estalló la Segunda Guerra Mundial. Inmediatamente se ofreció como piloto a la Luftwaffe, ya que tenía experiencia con avionetas, pero fue asignado a operaciones de tierra porque tenía 31 años en 1939 y porque era demasiado alto, medía 1.92 metros. No dejándose desanimar, es propuesto para servir en la Reserva de las Waffen-SS, donde ingresa en la 1.ª División SS Leibstandarte SS Adolf Hitler. Posteriormente fue enviado a la 2.ª División SS Das Reich. Entre 1940 y 1941, participó en las campañas en Francia, Holanda y los Balcanes. En la campaña en Rusia de 1941, donde le otorgan la Cruz de Hierro, cae enfermo y es enviado de vuelta a Viena en diciembre.
Al regresar a Alemania fue ascendido a Hauptsturmführer (capitán) de la Reserva y destinado a los Servicios de Inteligencia en la Oficina Central de Seguridad del Reich en Berlín. Tras este destino fue nombrado Jefe de Comandos y se le encargó la tarea de entrenar tropas especiales para labores de guerra de guerrillas, sabotajes, secuestros, etc. Su unidad recibió el nombre de Friedenthal.

### Rescate de Mussolini

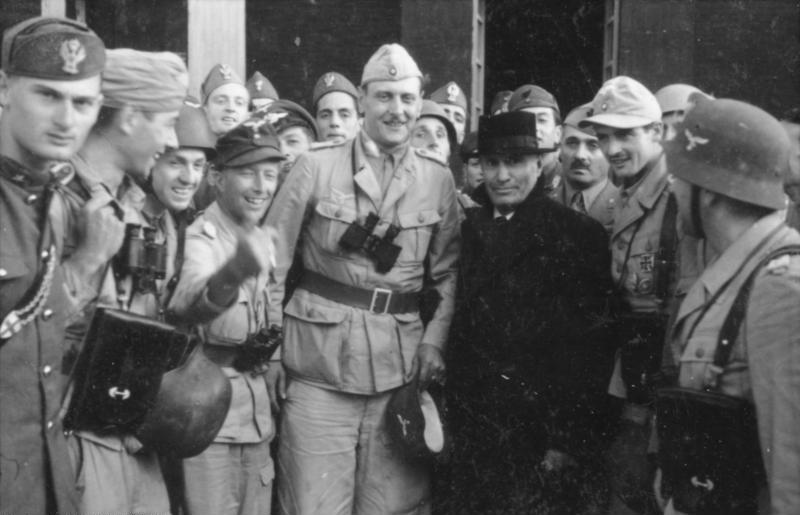
Skorzeny junto a Mussolini tras su rescate en julio de 1943.

El 25 de julio de 1943, Hitler lo nombra a cargo de la operación de rescate de Benito Mussolini, quien acababa de ser arrestado, siendo desconocido su paradero. Skorzeny fue llamado a la Guarida del Lobo, cuartel general de Hitler en Prusia oriental. Venía recomendado por el propio General de las SS Ernst Kaltenbrunner, jefe de la Oficina Central de Seguridad del Reich y de la SD. Según el propio Skorzeny, en esa reunión Hitler preguntó qué opinaba de Italia, a lo que él contestó: «Soy austríaco, mein Führer, la pérdida del Tirol del sur a manos de Italia (hecho sucedido tras la Primera Guerra Mundial) es una espina que todo austríaco lleva clavada en el corazón». Parece ser que esto decidió a Hitler a optar por él (ya que había otros soldados de diferentes ramas del ejército en la reunión) para encabezar el rescate de el Duce, al que Hitler llamaba su amigo personal y el último romano. Desde entonces estuvo buscando a Mussolini, siendo atacado por cazas británicos, que derribaron su Heinkel He 111, sufriendo algunas heridas de mediana gravedad. El gobierno de Badoglio supo de la operación y trató de evitar que lo localizaran emitiendo noticias falsas acerca de su paradero. Finalmente se descubrió que estaba en el Gran Sasso, en el Hotel Campo Imperatore, en el pico más alto de los Apeninos; el hotel estaba ubicado en una difícil topografía del Gran Sasso. Los carabinieri que lo custodiaban tenían órdenes de ejecutarlo ante el primer intento de rescate o fuga.
Si bien dada la topografía del terreno la operación, llamada Unternehmen Eiche (Misión Roble), era complicada, el grupo de Skorzeny, compuesto por comandos paracaidistas alemanes, logró llevar a cabo la misión con éxito, aterrizando en planeadores el 12 de septiembre de 1943 sin que se disparara un solo tiro, pues los carabinieri se rindieron en el acto. Mussolini fue embarcado en una avioneta Storch, donde también se acomodó el mismo Skorzeny como su guardaespaldas, a pesar de las protestas del piloto. Durante el despegue, la avioneta apenas pudo remontar el vuelo dado que se había excedido su capacidad de carga.

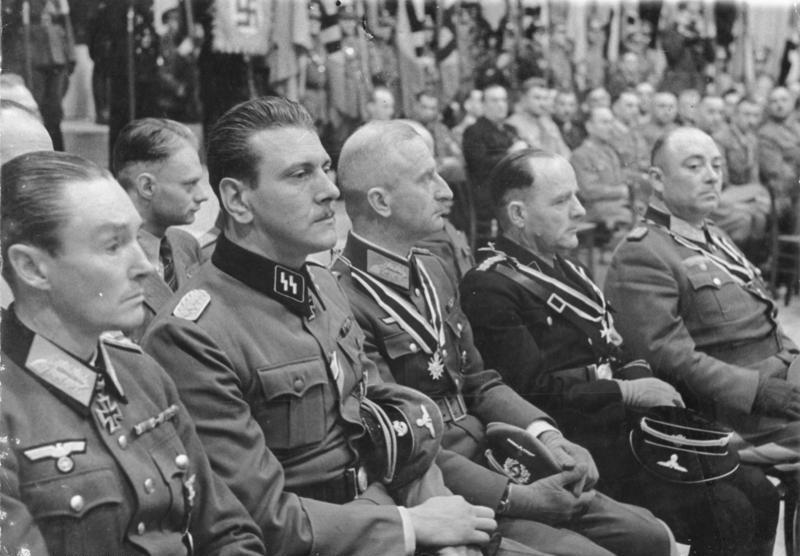
Skorzeny, 3 de octubre de 1943.

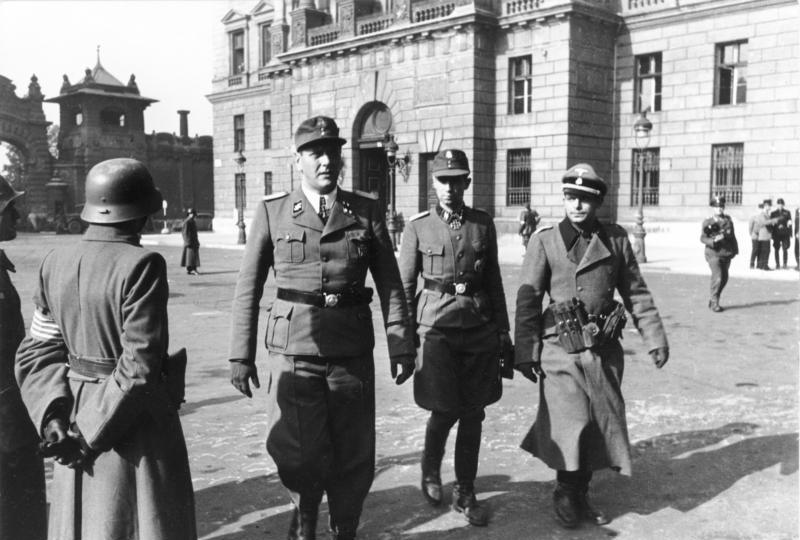
Skorzeny (izquierda) y Adrian von Fölkersam (derecha) en Budapest, 16 de octubre de 1944.

Skorzeny y Mussolini se trasladaron a Viena en un Heinkel He 111 que estaba allí especialmente preparado por Student. Por esta operación Skorzeny fue felicitado por el mismo Hitler, quien le dio la Cruz de Caballero y además lo ascendió a Sturmbannführer de las Waffen SS.

### Operaciones en Yugoslavia y Hungría
El 25 de mayo de 1944 se le encomendó la orden de capturar vivo o muerto al jefe de los partisanos yugoslavos, Josip Broz Tito, conocida como Operación Rösselsprung. Para este efecto envió comandos de paracaidistas al cuartel general de Tito. Los alemanes, en desventaja numérica, lograron derrotar a los partisanos, pero durante el ataque Tito huyó.
El 10 de septiembre de ese mismo año el Führer lo llamó de nuevo a la «Guarida del Lobo» para ordenarle una misión secreta. Allí le informó de los contactos que el regente de Hungría, el almirante Miklós Horthy, estaba teniendo con el Ejército Rojo para rendirles el país. Se le ordenó que en caso de que se intentara rendir Hungría, Skorzeny debía tomar el Burgberg, la colina donde residía Horthy.
Después de indagar en Budapest, Skorzeny descubrió que el hijo de Horthy, Niki, estaba negociando la rendición con partisanos de Tito, por lo que el 15 de octubre se dirigió al hotel donde estaban negociando la rendición y detuvo a los partisanos junto con el joven Horthy. A las pocas horas, Horthy padre anunció en la radio que Hungría se rendiría a los rusos, por lo que Skorzeny acudió al Burgberg a arrestar también al viejo Horthy. Sin embargo, al temer por la vida de su hijo, Horthy decidió finalmente no rendir Hungría.
La Operación Puño de Hierro (Unternehmen Eisenfaust) se llevó a cabo esa misma noche. Skorzeny y sus tropas sitiaron la colina y se pusieron a patrullar alrededor. Los húngaros creyeron que los alemanes iban a sitiar el lugar y se confiaron. No obstante, Skorzeny subió inesperadamente con sus vehículos armados la colina y después de enfrentarse con los defensores, la tomó, con 4 muertos alemanes. El almirante Horty fue llevado como «invitado» a Alemania, donde abdicó pocos días después. El conde germanófilo Ferenc Szálasi lo reemplazó como regente.

### Complot contra Hitler
Durante el atentado del 20 de julio de 1944 Skorzeny estaba en Berlín cuando altos oficiales del ejército alemán trataron de matar a Hitler; estos intentaron tomar el control de los principales centros de decisión de Alemania antes de que los oficiales leales a Hitler retomaran el mando, pero Hitler milagrosamente sobrevivió al atentado con explosivos y se recuperó de sus lesiones. Skorzeny ayudó a poner fin a la rebelión, estuvo 36 horas a cargo del centro de mando de la Wehrmacht antes de ser relevado. Llegó al cuartel general de los conspiradores, el edificio de Bendlerblock en Berlín, sólo 30 minutos después de que el Oberst (coronel) Claus von Stauffenberg y los principales cabecillas del complot fueran ejecutados por orden del Generaloberst (coronel general) Friedrich Fromm.

### Operación Greif
El 22 de octubre de 1944 Hitler convoca en su Cuartel General a Otto Skorzeny para informarle de la preparación de una ofensiva que llevaría a cabo en las Ardenas, una zona boscosa que comprende Bélgica y Luxemburgo, cuyo objetivo final era la captura del puerto de Amberes, lo que retrasaría notablemente la ofensiva en el Frente Occidental, dando tiempo a los alemanes para estabilizar el Frente Oriental.
Se le encarga a Skorzeny una operación ideada tras enterarse de que algunos estadounidenses se habían disfrazado de alemanes cerca de Aquisgrán. Skorzeny y sus unidades debían traspasar las líneas enemigas disfrazados de militares británicos y estadounidenses, y sembrarían la confusión entre las tropas aliadas, justo horas antes de iniciarse la ofensiva de las Ardenas.
La unidad de Skorzeny contaba con unos 80 soldados que hablaban inglés fluidamente, así como 14 jeeps estadounidenses y 60 carros armados camuflados como tanques Sherman. Skorzeny disponía también de unos 3.500 hombres que pasarían detrás de los soldados camuflados. Después de internar a sus soldados durante varias semanas en campos aislados del exterior para enseñarles costumbres norteamericanas, Skorzeny se sintió listo para llevar a cabo la misión.
En la mañana del 16 de diciembre de 1944, dos mil cañones alemanes dispararon sobre el frente y se inició la ofensiva. Las tropas alemanas se abalanzaron sobre los sorprendidos estadounidenses, sin embargo, a pesar de cumplir sus objetivos iniciales las bajas fueron elevadas y el avance inicial se detuvo.
Mientras tanto varios jeeps «estadounidenses» penetraron las filas aliadas. Después de sembrar la confusión en el enemigo, lograron incluso desviar importantes unidades de su destino, y por un momento la confusión fue total. Pronto los Aliados se percataron que las rutas de sus unidades habían sido alteradas por «oficiales» que estaban en los cruces de las carreteras en jeeps estadounidenses y que sin duda eran infiltrados alemanes, por lo que tomaron estrictas medidas.

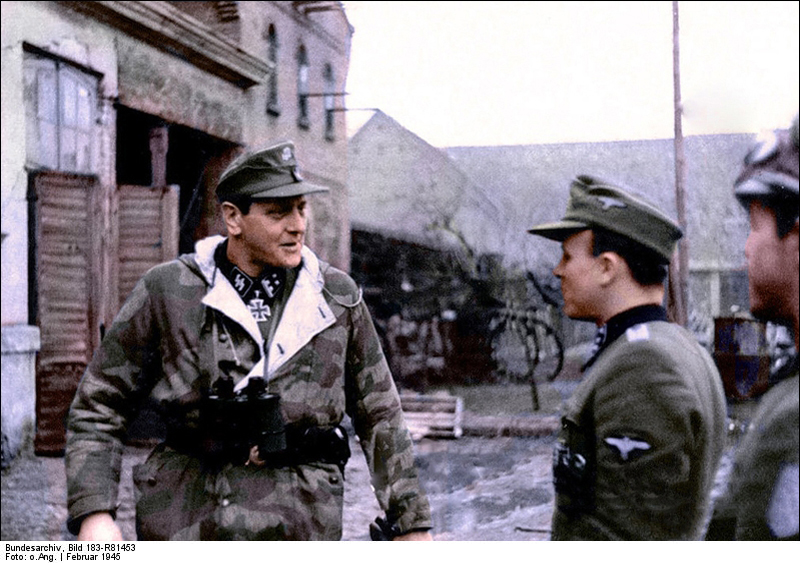
Otto Skorzeny en Pomerania visitando el 500.° Batallón de Paracaidistas SS, febrero de 1945.

Los alemanes disfrazados fueron, uno por uno, descubiertos y arrestados. Debido a que utilizaban el uniforme enemigo, se les acusó de espionaje y fueron fusilados inmediatamente, muriendo al menos unos 20. No obstante, antes de ser ejecutados, los soldados germanos habían declarado, basándose en rumores, que el objetivo de la Operación Greif era el asalto al Cuartel General de Eisenhower y su asesinato. En este período los estadounidenses le asignaron a Skorzeny el título de «el hombre más peligroso de Europa».
Un día, mientras se desplazaba por el frente, fue alcanzado por metralla de una granada que lo hirió gravemente en la cabeza y se le envió a un hospital en Berlín.

### Últimos días de la guerra
El 30 de enero de 1945 Skorzeny fue enviado por Himmler al frente del río Óder para detener a los rusos. Con una fuerza de 5.000 hombres, de los 20.000 prometidos por Himmler, Skorzeny salió hacia Schwedt a luchar en una guerra perdida. Después de reclutar hombres entre antiguos pilotos, heridos, ingenieros, ancianos y adolescentes, aumentó sus fuerzas a casi 15.000, la mayoría sin experiencia de combate.
El 7 de marzo Skorzeny recibió la orden de ir a Berlín para encomendarle otra misión. Allí se le comunicó que el primer puente sobre el río Rin había sido tomado por los Aliados cerca de Remagen. Hitler estaba furioso y se le ordenó que organizara un comando de hombres rana para volar el Puente Ludendorff. La operación fue un fracaso y los hombres que no fueron apresados murieron congelados en las heladas aguas del Rin.
Cuando su ciudad natal estaba a punto de caer en manos de los soviéticos, Skorzeny partió hacia Viena para conocer el destino de su familia. El 11 de abril Skorzeny abandonó Viena y, obedeciendo órdenes de Berlín, se dirigió al llamado «Reducto Alpino», en el lago Toplitz, entre Austria y Alemania, donde debería organizar la defensa del último baluarte nacionalsocialista. Desilusionado, Skorzeny descubrió que el Reducto Alpino nunca había sido construido, por lo que el 8 de mayo de 1945 Otto Skorzeny se entregó al ejército estadounidense.

### Promociones en la SS
- SS Standartenführer de la Reserva — 20 de abril de 1945.
- SS Obersturmbannführer de la Reserva — 16 de octubre de 1944.
- SS Sturmbannführer de la Reserva — 12 de septiembre de 1943.
- SS Hauptsturmführer de la Reserva — 28 de abril de 1943.

### Posguerra

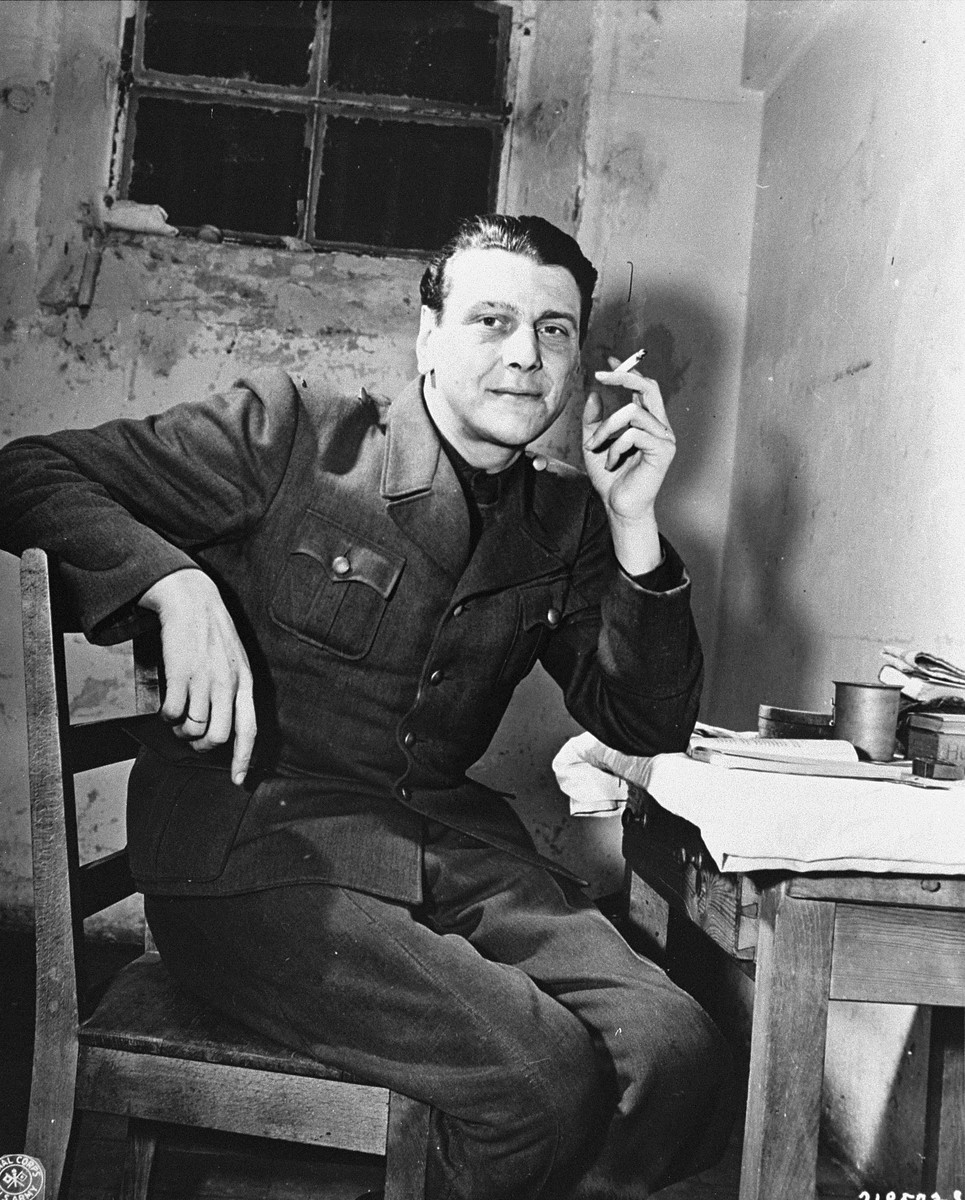
Otto Skorzeny en su celda de Núremberg.

Skorzeny pasó los dos años siguientes en diferentes centros para prisioneros de guerra en Alemania. Se le juzgó en Núremberg. Allí se lo acusó de la matanza de varios soldados aliados durante la Batalla de las Ardenas (la Matanza de Malmedy), pero fue declarado inocente. Después se le acusó de intentar matar a Eisenhower, pero esta nueva acusación carecía de fundamentos. Al final, fue acusado de ordenar a sus hombres que utilizaran el uniforme enemigo durante la Operación Greif. Esto constituía un crimen de guerra y Skorzeny no pudo negarlo. Sin embargo, la acusación se vino abajo cuando el famoso jefe de escuadrón y espía inglés Yeo-Thomas, conocido bajo el apodo de «Conejo Blanco», vino en su ayuda y testificó que los británicos también habían usado el uniforme enemigo durante la guerra.
Aunque fue declarado inocente de todos los cargos, se lo internó en un campo de desnazificación. Se intentaron abrir nuevas causas contra él, pero estas se venían abajo por falta de fundamentos o porque los supuestos testigos se retractaban en los careos con Skorzeny.
Skorzeny nunca se retractó de sus ideales nacionalsocialistas y consideró a Claus von Stauffenberg un traidor que jamás debió haber estado en la Wehrmacht.
El "héroe" nacionalsocialista escapó, gracias a la ayuda de un grupo de antiguos oficiales de las SS, rumbo a España el 27 de julio de 1948. Skorzeny se estableció en Madrid y siguió trabajando de ingeniero representando a prósperas compañías acereras alemanas. En España fue bien tratado por el régimen franquista: gozó de gran prestigio y popularidad debido a sus hazañas en la guerra. Vivió plácidamente en una acomodada vivienda del barrio de El Viso.
Su estancia en la capital española se vio manchada por la sospecha de que ayudó a presuntos criminales de guerra a escapar a Málaga y Alicante a través de la organización ODESSA, creada por antiguos miembros de las SS.
En la década de 1950 fue un ferviente partidario de la creación de un cuerpo militar de carácter anticomunista en España, formado por antiguos alemanes nacionalsocialistas refugiados bajo la dictadura de Franco. Fue apoyado y respaldado diplomáticamente por un ex capellán alemán de la Legión Cóndor y voluntario de la División Azul apodado «padre Conrado», que buscó el apoyo de la Santa Sede. El espionaje de Alemania Occidental estuvo al tanto de sus intenciones. La justificación era la creación de un Ejército de Reserva o integrado en el Ejército español bajo el nombre de «Legión Carlos V», ante una inminente (según Skorzeny) Tercera Guerra Mundial contra el comunismo.

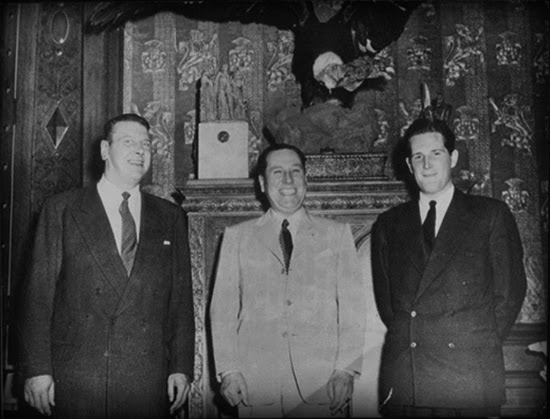
Otto Skorzeny (izquierda) y el presidente argentino Juan Domingo Perón (centro).

Publicó sus memorias en dos tomos titulados Vive peligrosamente y Luchamos y perdimos. En Argentina se publicó un condensado de los dos tomos titulado Misiones secretas en 1954. Su autobiografía fue un best seller, y fue tomada como lectura obligatoria por fuerzas armadas de países tan distantes con Skorzeny como Estados Unidos o incluso Israel. El haber salido limpio de las acusaciones a las que fue sometido por los aliados, así como el extraordinario coraje que demostró en batalla, hicieron de él una especie de héroe de comandos. Y en ese mismo año de 1954 se casó con Ilse Lüthje, sobrina de Hjalmar Schacht, ministro de finanzas de Hitler, y que ya había sido la segunda esposa del conde de Finckenstein, del que se divorció.
Ayudó al agente nazi Gerhard Hartmut von Schubert a establecer la agencia de seguridad Paladin en España.
En 1962 fue reclutado por el Mossad para conseguir información clave sobre los científicos alemanes que trabajaban para Egipto desarrollando misiles y cohetes para atacar Israel, a cambio de inmunidad. Israel quería encontrar a los criminales de guerra científicos nazis escondidos en Egipto.  y en El Cairo trabajó como asesor del presidente Nasser.
Durante sus últimos años Otto Skorzeny vivió en la localidad de Alcudia, en las islas Baleares, muriendo a causa de un cáncer de pulmón (era un fumador empedernido) en Madrid el 7 de julio de 1975, a los 67 años y siendo un nacionalsocialista convencido hasta el mismo día de su muerte. Su cuerpo fue incinerado en Madrid y la urna con sus restos fue llevada por Alemania hasta Austria, haciendo etapas donde hubo actos conmemorativos por parte de neonazis de toda Europa. Sus restos fueron inhumados en el panteón de su familia en Viena, capital de Austria y ciudad donde nació.
En 2011 se subastó el archivo de Skorzeny, heredado por su esposa Ilse, que tras arruinarse lo legó a la persona que le ayudó y se encargó de los gastos de su asilo.
En 2020 se estrenó un Documental  llamado "El hombre más peligroso de Europa. Otto Skorzeny en España" , dirigido por Pedro De Echave y Pablo Azorín.

## Condecoraciones

### Nacionales
- Cruz de Hierro, 2.ª clase (Eisernes Kreuz II.Klasse) (26/08/1941)
- Medalla del frente oriental 1941/42 (Medaille "Winterschlacht im Osten 1941/42") (Ostmedaille) (02/09/1942)
- Medalla de Herido, en Bronce (Verwundetenabzeichen in Bronze) (18/08/1943)
- Wehrmachtbericht (12/09/1943)
- Cruz de Hierro, 1.ª clase (Eisernes Kreuz I.Klasse) (12/09/1943)
- Cruz de Caballero de la Cruz de Hierro (Ritterkreuz des Eisernen Kreuzes) (N.° 2.153) (16/09/1943)
- Insignia de Piloto y Observador, en Oro con Brillantes (Gemeinsames Flugzeugführer- und Beobachterabzeichen in Gold mit Brillanten) (16/09/1943)
- Cruz Alemana, en Oro (Deutsches Kreuz in Gold) (16/10/1944)
- Cruz de Caballero, con hojas de roble (Ritterkreuz mit Eichenlaub) (N.° 826) (09/04/1945)
- Broche de Honor del Heer y las Waffen-SS (Ehrenblattspange des Heeres und Waffen-SS) (05/02/1945)
- Insignia Deportiva del Reich Alemán (Deutsches Reichssportabzeichen)
- Insignia de la Liga Nacionalsocialista de Estudiantes Alemanes (Nationalsozialistischer Deutscher Studentenbund Ehrenzeichen)
- Premio al Largo Servicio al NSDAP, en Plata (Dienstauszeichnung der NSDAP in Silber)
- Anillo de honor de las SS
- Lámpara de Yule de las SS (Julleuchter der SS)
- Cabrio de honor de la vieja guardia (Ehrenwinkel der Alten Kämpfer)
- Espada de Honor de las SS (Ehrendegen des Reichsführers-SS)
- Medalla de Herido, en Plata (Verwundetenabzeichen in Silber)
- Medalla de la Anexión de Austria el 13 de marzo de 1938 (Medaille zur Erinnerung an den 13. März 1938)
- Medalla de la Anexión de los Sudetes el 1 de octubre de 1938 (Medaille zur Erinnerung an den 1. Oktober 1938)
  - Broce de medalla de la anexión de los Sudetes el 1 de octubre de 1938 (Spange zur Medaille zur Erinnerung an den 1. Oktober 1938)
- Insignia de Asalto General (Allgemeines-Sturmabzeichen)

### Extranjeras
- Magyar Szent Korona-rend tisztikeresztje hadidíszítménnyel és kardokkal (Hungría)
- Medaglia commemorativa per il centenario degli Arditi d'Italia (Federazione Nazionale Arditi d'Italia) (Italia)

### Español
- Skorzeny, Otto (2005). Vive peligrosamente. Acervo. ISBN 8470020277.
- Skorzeny, Otto (2005). Luchamos y perdimos. Acervo. ISBN 8470020285.
- Skorzeny, Otto (1951). Misiones secretas. Ediciones Destino. ASIN: B000K5U2SA.
- Skorzeny, Otto (1976). La guerra desconocida. Ediciones S.A. ISBN 8473880501.
- Blanco Corredoira, José María (2017). Objetivo Skorzeny. La esfera de los libros. ISBN 9788499708515.

### Otros idiomas
- Annussek, Greg (2005). Hitler's Raid To Save Mussolini (en inglés). De Capo Press. ISBN 0-306-81396-3.
- Foley, Charles (1987). Commando Extraordinary (en inglés). Legion for the Survival of Freedom. ISBN 0-85368-824-9.
- Infield, Glenn (1990). Secrets of the SS (en inglés). Jove. ISBN 0-8128-2790-2.
- Skorzeny, Otto (1995). My Commando Operations: The Memoirs of Hitler's Most Daring Commando (en inglés). Schiffer Publishing. ISBN 0-88740-718-8.
- Skorzeny, Otto (1997). Skorzeny's Special Missions (en inglés). Greenhill Books. ISBN 1-85367-291-2.
- Tetens, T.H. (1961). The New Germany and the Old Nazis (en inglés). Random House. ASIN B001H4BVK6.
- Wechsberg, Joseph (1967). The Murderers Among Us — The Simon Wiesenthal Memoirs (en inglés). McGraw Hill. ASIN B000OL6LK8.
- Whiting, Charles (1998). Skorzeny: "The Most Dangerous Man in Europe" (en inglés). DaCapo Press. ISBN 0-938289-94-2.